# 达妮埃尔·瓜耶特
达妮埃尔·瓜耶特（法語：Danielle Goyette，1966年1月30日—），加拿大女子冰球运动员。她曾代表加拿大国家队参加1998年、2002年和2006年冬季奥林匹克运动会冰球比赛，获得二枚金牌和一枚银牌。